# Congo Town
Congo Town – miasto na Bahamach, na wyspie Andros. W mieście działa port lotniczy Congo Town.